# Зелёный Сад (Гомельская область)
Зелёный Сад (бел. Зялёны Сад) — посёлок в Азделинском сельсовете Гомельского района Гомельской области Беларуси.

## География

### Расположение
В 20 км на северо-запад от Гомеля, 13 км от железнодорожной станции Лазурная (на линии Жлобин — Гомель).

### Гидрография
На севере мелиоративный канал, соединенный с рекой Уза (приток реки Сож).

## Транспортная сеть
Рядом автодорога Уваровичи — Старая Белица. Планировка состоит из прямолинейной меридиональной улицы, застроенной двусторонне деревянными домами усадебного типа.

## История
Основан в начале 1920-х годов переселенцами из соседних деревень на бывших помещичьих землях. В 1926 году работало отделение связи, в Азделинском сельсовете Уваровичского района Гомельского округа. В 1931 году жители вступили в колхоз. Во время Великой Отечественной войны 12 жителей погибли на фронте. В 1959 году в составе колхоза имени С. М. Кирова (центр — деревня Азделино). Размещалась начальная школа.

## Население

### Численность
- 2004 год — 38 хозяйств, 96 жителей.

### Динамика
- 1926 год — 9 дворов, 54 жителя.
- 1959 год — 191 житель (согласно переписи).
- 2004 год — 38 хозяйств, 96 жителей.